# Convention du Conseil de l'Europe sur la contrefaçon des produits médicaux et les infractions similaires menaçant la santé publique
La Convention du Conseil de l'Europe sur la contrefaçon des produits médicaux et les infractions similaires menaçant la santé publique (Convention MÉDICRIME) est un traité international du Conseil de l'Europe, obligeant les États signataires à d’ériger en infraction pénale la fabrication et le trafic de médicaments  contrefaits, la falsification de documents et la fourniture non autorisée et la mise sur le marché de dispositifs médicaux ne remplissant pas les exigences de conformité.
Il s’agit du premier instrument qui offre un cadre de coopération nationale et internationale à travers les différents secteurs administratifs. Elle prévoit des mesures de coordination nationale, des mesures préventives à destination des secteurs publics et privés, la protection des victimes et des témoins, et la création d’un organe de suivi chargé de superviser la mise en œuvre de la convention.

## Adoption, signature et ratification

### Processus général
La convention a été adoptée par le Comité des Ministres du Conseil de l'Europe, le 9 décembre 2010. Elle a été conclue et signée le 28 octobre 2011, à Moscou, en Russie. La convention est entrée en vigueur le 1er janvier 2016.

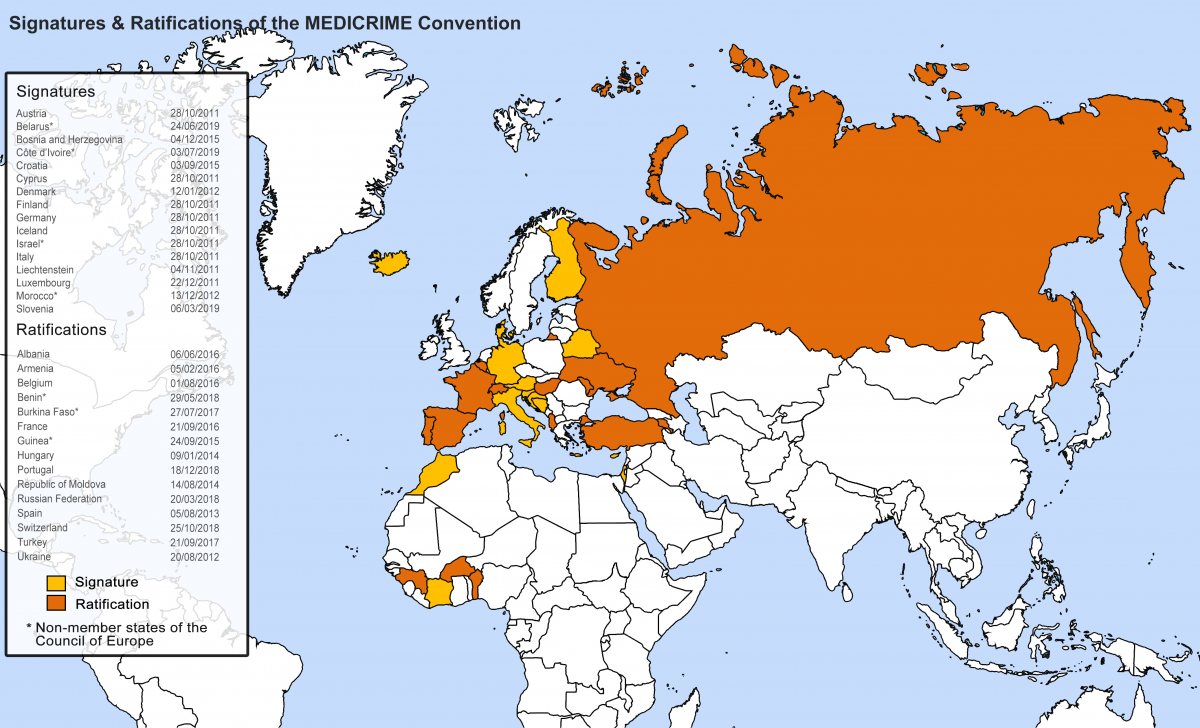
Participation à la Convention MÉDICRIME.
Signée et ratifiée
Uniquement signée (État membre et non-membre)

| Signataire         | Signature  | Ratification | Entrée en vigueur |
| ------------------ | ---------- | ------------ | ----------------- |
| Albanie            | 17/12/2015 | 06/06/2016   | 01/10/2016        |
| Allemagne          | 28/10/2011 |              |                   |
| Arménie            | 20/09/2012 | 05/02/2016   | 01/06/2016        |
| Autriche           | 28/10/2011 |              |                   |
| Belgique           | 24/07/2012 | 01/08/2016   | 01/11/2016        |
| Bénin              | 29/05/2018 | 29/05/2018   | 01/09/2018        |
| Biélorussie        | 24/06/2019 | 28/09/2020   | 01/01/2021        |
| Bosnie-Herzégovine | 04/12/2015 | 18/09/2020   | 01/01/2021        |
| Burkina Faso       | 16/02/2017 | 27/07/2017   | 01/11/2017        |
| Chypre             | 28/10/2011 | 05/09/2023   | 01/01/2024        |
| Congo              | 05/06/2023 |              |                   |
| Côte d'Ivoire      | 03/07/2019 |              |                   |
| Croatie            | 03/09/2015 | 20/09/2019   | 01/01/2020        |
| Danemark           | 12/01/2012 |              |                   |
| Espagne            | 08/10/2012 | 05/08/2013   | 01/01/2016        |
| Équateur           | 07/05/2021 |              |                   |
| Finlande           | 28/10/2011 |              |                   |
| France             | 28/10/2011 | 21/09/2016   | 01/01/2017        |
| Grèce              | 18/05/2022 |              |                   |
| Guinée             | 10/10/2012 | 24/09/2015   | 01/01/2016        |
| Hongrie            | 26/09/2013 | 09/01/2014   | 01/01/2016        |
| Islande            | 28/10/2011 |              |                   |
| Israël             | 28/10/2011 |              |                   |
| Italie             | 28/10/2011 |              |                   |
| Liechtenstein      | 04/11/2011 |              |                   |
| Lituanie           | 21/04/2022 |              |                   |
| Luxembourg         | 22/12/2011 |              |                   |
| Macédoine du Nord  | 09/09/2021 |              |                   |
| Maroc              | 13/12/2012 | 19/04/2022   | 01/08/2022        |
| Moldavie           | 20/09/2012 | 14/08/2014   | 01/01/2016        |
| Niger              | 19/02/2021 | 10/03/2022   | 01/07/2022        |
| Norvège            | 12/04/2023 |              |                   |
| Portugal           | 28/10/2011 | 18/12/2018   | 01/04/2019        |
| Russie             | 28/10/2011 | 20/03/2018   | 01/07/2018        |
| Serbie             | 02/10/2019 |              |                   |
| Slovaquie          | 24/10/2023 |              |                   |
| Slovénie           | 06/03/2019 | 03/05/2022   | 01/09/2022        |
| Suisse             | 28/10/2011 | 25/10/2018   | 01/02/2019        |
| Togo               | 16/01/2023 |              |                   |
| Tunisie            | 07/02/2024 |              |                   |
| Turquie            | 29/06/2012 | 21/09/2017   | 01/01/2018        |
| Ukraine            | 28/10/2011 | 20/08/2012   | 01/01/2016        |